# CARKCHO
CARKCHO（カクチョ）は、スマートフォンやタブレット向けのAR(拡張現実)を、誰もが簡単に作成することができるARコンテンツ配信サービスである。2012年12月に発表された。

## 概要
「CARKCHO」は、PCを使って手軽にARコンテンツを作成し、iOS及びAndroid OS用のARブラウザアプリである「CARKCHOブラウザ」に向けて配信することができるサービス。

「CARKCHOブラウザ」はARコンテンツを閲覧し、さらにソーシャルメディアやメールを通じて共有することができる新しいコミュニケーションツール。

ARコンテンツの作成は、CARKCHO作成サイトにてアカウントを登録後、コンテンツ制作管理ページにログインし、あらかじめ用意したマーカー画像とコンテンツ(動画、画像)をアップロードする。アップロード完了後、マーカー画像とコンテンツの組み合わせを設定するとQRコードが発行される。「CARKCHOブラウザ」で、そのQRコードを読み取ると、配布コンテンツを楽しむことができる。

個人アカウントの利用は無料、商用利用は有償。